# Adam Bartoszewicz
Adam Bartoszewicz herbu Jastrzębiec – sędzia ziemski orszański w 1764 roku, poseł i rotmistrz orszański.